# Cochar
Cochar (hebrejsky צֹחַר, v oficiálním přepisu do angličtiny Zohar, přepisováno též Tzohar) je vesnice typu společná osada (jišuv kehilati) v Izraeli, v Jižním distriktu, v Oblastní radě Eškol.

## Geografie
Leží v nadmořské výšce 137 metrů na severozápadním okraji pouště Negev; v oblasti která byla od 2. poloviny 20. století intenzivně zúrodňována a zavlažována a ztratila charakter pouštní krajiny. Jde o zemědělsky obdělávaný pás přiléhající k pásmu Gazy a navazující na pobřežní nížinu. Jižně od vesnice ovšem ostře začíná zcela aridní oblast pouštního typu zvaná Cholot Chaluca.
Obec se nachází 18 kilometrů od břehu Středozemního moře, cca 97 kilometrů jihojihozápadně od centra Tel Avivu, cca 98 kilometrů jihozápadně od historického jádra Jeruzalému a 36 kilometrů západně od města Beerševa. Cochar obývají Židé, přičemž osídlení v tomto regionu je etnicky převážně židovské. 6 kilometrů severozápadním směrem ale začíná pásmo Gazy s početnou arabskou (palestinskou) populací.
Cochar je na dopravní síť napojen pomocí lokální silnice 2310, která na severu ústí do lokální silnice 232 a na východě do lokální silnice 222.

## Dějiny
Cochar byl založen v roce 1973. Je součástí kompaktního bloku zemědělských vesnic, do kterého spadají obce Ami'oz, Cochar, Ješa, Mivtachim, Ohad, Sde Nican a Talmej Elijahu. Vznikl jako středisková obec nezemědělského charakteru, která měla sloužit jako zázemí a centrum veřejných služeb pro okolní agrární vesnice. Zpočátku se osídlení soustřeďovalo okolo zdejšího komplexu regionální školy a bydleli zde převážně státní zaměstnanci ze sektoru školství. Od roku 1992 jde o samosprávnou obec typu společná osada. V té době, v souvislosti s imigrační vlnou Židů ze zemí bývalého SSSR a Etiopie zde totiž došlo k výrazné bytové výstavbě.
Jméno vesnice odkazuje na biblickou postavu Sóchara zmiňovaného v Knize Genesis 46,10
Kromě regionální školy se zde nachází i regionální zdravotní středisko, regionální knihovna a sportovní areály. Plánuje se další stavební expanze (60 stavebních parcel). Dále je tu obchod se smíšeným zbožím, synagoga a mikve.

## Demografie
Obyvatelstvo osady je sekulární. Podle údajů z roku 2014 tvořili naprostou většinu obyvatel v Cochar Židé (včetně statistické kategorie „ostatní“, která zahrnuje nearabské obyvatele židovského původu ale bez formální příslušnosti k židovskému náboženství).
Jde o menší obec vesnického typu s dlouhodobě kolísající populací. K 31. prosinci 2014 zde žilo 402 lidí. Během roku 2014 populace stoupla o 16,2 %.
| Rok            | 1983 | 1995 | 2001 | 2003 | 2004 | 2005 | 2006 | 2007 | 2008 | 2009 | 2010 | 2011 | 2012 | 2013 | 2014 |
| -------------- | ---- | ---- | ---- | ---- | ---- | ---- | ---- | ---- | ---- | ---- | ---- | ---- | ---- | ---- | ---- |
| Počet obyvatel | 224  | 638  | 481  | 531  | 520  | 511  | 487  | 500  | 508  | 327  | 351  | 367  | 351  | 346  | 402  |